# 太田資賴
太田資賴（1484年－1536年5月10日）是日本戰國時代武將。通稱彦六、美濃守。太田資家之子。兒子有太田資顯、太田資正，女兒是三戸景道正室。

## 生平
仕於扇谷上杉氏，卻在大永4年（1524年）2月投向北條氏綱，攻陷岩付城，城主涉江右衛門大夫戰死。但是同年7月在岩付城被扇谷上杉氏的援軍甲斐武田氏進攻，向扇谷上杉氏降伏，返回上杉家。
對此，北條氏綱援助先前沒落的原元岩付城城主、涉江氏一族的涉江三郎，並進攻岩付城，大永5年（1525年）2月資賴方有約3千人戰死，最終岩付城被攻陷，資賴退到足立郡石戶城。享祿4年（1531年）9月，討取涉江三郎並奪回岩付城。
在天文2年（1533年）隱居，把家督之位讓給嫡子資顯。有說法指資賴晩年時，因為家督資顯傾向親北條氏路線，因此而被疏遠。
天文5年（1536年）4月20日死去，享年53。法名是壽仙院殿智樂道可庵主。